# Obwód jakucki

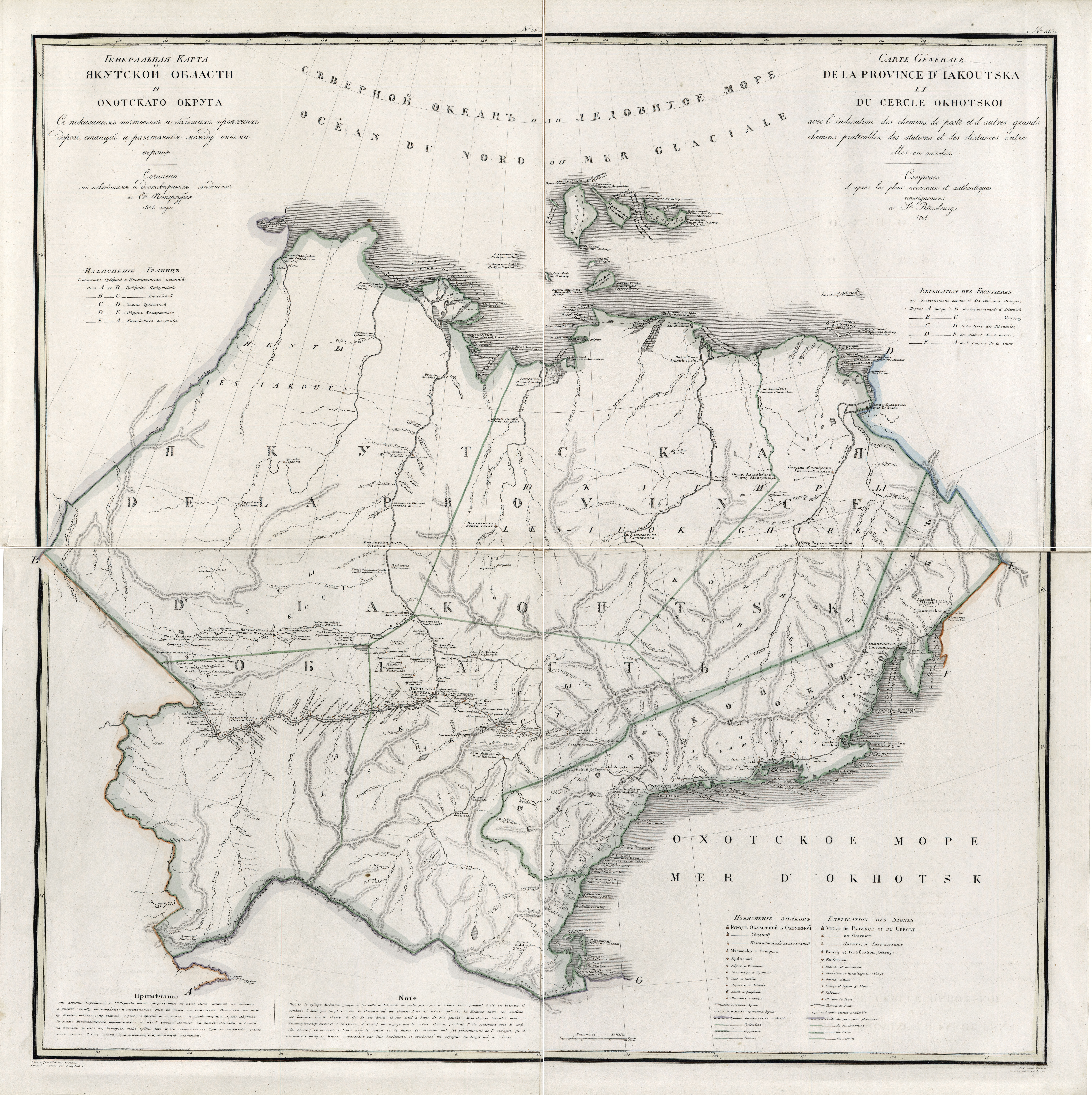
Mapa obwodu jakuckiego 1821

Obwód jakucki (ros. Якутская область) – jednostka administracyjna Imperium Rosyjskiego w Syberii wschodniej, utworzona ukazem Aleksandra I w 1805 przez wyłączenie istniejącego od 1784 obwodu ze składu guberni irkuckiej. Stolicą obwodu był Jakuck. Zlikwidowany w 1920.
Obwód był położony pomiędzy 54° a 73° szerokości geograficznej północnej i 103° a 171° długości geograficznej wschodniej. Graniczył od północy z Oceanem Arktycznym, na wschodzie i południowym wschodzie z obwodem nadmorskim, na południu z obwodem amurskim, na południowym zachodzie z gubernią irkucką, na zachodzie z gubernią jenisejską.
Powierzchnia obwodu wynosiła w 1897 – 3 971 615 km² (3 489 689 wiorst²), był pierwszą co do powierzchni jednostką administracyjną Imperium. Zajmował 1/3 obszaru Syberii i powierzchnią odpowiadał 2/3 powierzchni Rosji Europejskiej.
Obwód w początkach XX wieku była podzielony na 5 okręgów.

## Demografia
Ludność, według spisu powszechnego 1897 – 269 880 osób – Jakutów (82,1%), Rosjan (11,3%), Tunguzów (4,3%), Jukagirów, Czukczów i Tatarów.

### Ludność w okręgach według deklarowanego języka ojczystego 1897[1]
| Okręg         | Jakuci | Rosjanie | Tunguzi | Jukagirzy | Czukcze | Tatarzy |
| ------------- | ------ | -------- | ------- | --------- | ------- | ------- |
| Obwód ogółem  | 82,1%  | 11,3%    | 4,3%    | …         | …       | …       |
| Wierchojański | 81,0%  | 5,3%     | 10,5%   | 2,9%      | …       | …       |
| Wilujski      | 93,0%  | 1,3%     | 5,6%    | …         | …       | …       |
| Kołymski      | 43,3%  | 17,9%    | 12,1%   | 6,7%      | 19,7%   | …       |
| Olokminski    | 36,4%  | 54,5%    | 2,4%    | …         | …       | 3,0%    |
| Jakucki       | 90,6%  | 5,3%     | 3,2%    | …         | …       | …       |

W kwietniu 1920, po pokonaniu przez Armię Czerwoną wojsk Białych admirała Aleksandra Kołczaka i zajęciu całej Syberii, obwod jakucki został zlikwidowany jako samodzielna jednostka administracyjna postanowieniem Syberyjskiego Komitetu Rewolucyjnego i włączony do guberni irkuckiej, w grudniu 1920 utworzono krótkotrwałą gubernię jakucką. 27 kwietnia 1922 na terytorium historycznego obwodu utworzono Jakucką Autonomiczną Socjalistyczną Republikę Radziecką w składzie RFSRR. Od 1990 r. jest to autonomiczna Republika Sacha (Jakucja) w składzie Federacji Rosyjskiej.